# 양표현형 급성 백혈병
양표현형 급성 백혈병(biphenotypic acute leukaemia, BAL)은 드문 종류의 백혈병으로, 골수성 세포와 림프성 세포 어느 쪽으로든 분화할 수 있는 가능성을 지닌 다능성 전구세포(multipotent progenitor cells)에서 발생하는 질환이다. "애매한 계통의 백혈병"(leukemia of ambiguous lineage)의 한 아형으로 분류된다.
양표현형 급성 백혈병이 발병하는 직접적인 이유는 아직 명확하지 못하다. 데노보(de novo)로 발병하기도 하지만 이전에 받은 세포독성 치료로 인해 이차적으로 발병하는 경우도 있다. 특정 바이러스, 유전성 인자, 방사선 등도 양표현형 급성 백혈병과 관련이 있을 수 있다.
치료는 어려운 편이다. 대개 모세포의 형태에 따라, 즉, 급성 림프모구 백혈병(ALL)에 가까운지 아니면 급성 골수성 백혈병(AML)에 가까운지 확인하여 화학요법을 선택한다. 조혈모세포 이식이 강력히 권고된다. 전체 급성 백혈병 중 약 5%가 양표현형 급성 백혈병에 해당한다. 모든 연령에서 발병할 수 있지만 소아보다는 성인에서 더 자주 발생한다. 일반적으로 ALL과 AML보다 예후가 나쁘다.